# Italochrysa okavangoensis
Italochrysa okavangoensis är en insektsart som beskrevs av Bo Tjeder 1966. Italochrysa okavangoensis ingår i släktet Italochrysa och familjen guldögonsländor. Inga underarter finns listade i Catalogue of Life.